# Milan Hübl
Milan Hübl (Nitra, 27 de enero de 1927 - Praga, 28 de octubre de 1989) fue un historiador, profesor universitario, académico y político checo y checoslovaco del Partido Comunista de Checoslovaquia, representante de la corriente reformista durante la Primavera de Praga, miembro de la Cámara de las Naciones de la Asamblea Federal de Checoslovaquia y parlamentario del Consejo Nacional Checo al comienzo de la normalización. Luego destituido de la función pública, permaneció activo en la oposición en las décadas de 1970 y 1980, además de firmar la Carta 77.

## Biografía
Hübl nació en Nistra en 1927. En sus inicios se desempeñó como obrero, hasta que en 1947 ingresó en la Facultad de Ciencias Sociales de la Universidad Masaryk, en Brno, donde se graduaría en 1950 (si bien, según otra fuente, se habría graduado en la Facultad de Artes). Desde entonces hasta 1964 trabajó como docente en la Universidad Política del Comité Central del Partido Comunista de Checoslovaquia (KSČ), desde 1961 como profesor asociado. Iniciada así su carrera, entre 1964 y 1968 trabajó como investigador en el Instituto de Historia de los Países Socialistas Europeos (Ústavu dějin evropských socialistických zemí) de la Academia de Ciencias de Checoslovaquia. Se especializó en la historia del movimiento obrero y temas del socialismo contemporáneo.
Durante la década de 1960, Hübl fue uno de los principales representantes de la corriente reformista en el KSČ. En 1965 defendió al historiador eslovaco Daniel Rapant, a quien había atacado el historiador marxista húngaro Erzsébet Andicsová por su concepción revisionista y no marxista de la historia contemporánea de Eslovaquia. En concreto, la disputa versó sobre el movimiento nacionalista eslovaco durante la Revolución de 1848-1849. Andicsová, de acuerdo con las opiniones coetáneas de Karl Marx, evaluó este movimiento como conservador, debido a sus reivindicaciones autonomistas bajo la égida imperial y al margen del Reino de Hungría (en que se hallaban inscritos). Hübl, en cambio, argumentó que, al estar dotada la mitad occidental de la Monarquía de los Habsburgo de mayores derechos civiles, la inclinación de los nacionalistas eslovacos por Viena era lógica.
La carrera política de Hübl culminó durante la Primavera de Praga. En los años 1968-1969 fue nombrado rector de la Universidad Política del Comité Central del KSČ y, a fines de la década, también figura como miembro del Comité Municipal del Partido por el distrito de Praga. Además, fue uno de los principales promotores de la comprensión de las aspiraciones nacionales eslovacas y participó en los debates sobre el nuevo acuerdo constitucional de Checoslovaquia. Abogó por una federación de dos miembros, frente a las propuestas de una federación trimembre (Bohemia, Moravia y Eslovaquia), que consideró una repetición del acuerdo regional obsoleto. De este modo, integró el comité gubernamental sobre asuntos relativos a la federalización.
Su carrera terminó después de que las tropas del Pacto de Varsovia invadieran Checoslovaquia en agosto de 1968. Incluso después de la ocupación, el Congreso del KSČ en Vysočan (distrito de Praga) lo eligió como miembro del Comité Central, de manera oficial el 31 de agosto. Durante este mes también fue miembro del Presídium del Comité Central del KSČ. Sin embargo, sería expulsado del Comité Central en septiembre de 1969. Después de la federalización de Checoslovaquia, Hübl se sentó en la Cámara de las Naciones en enero de 1969 y, nominado por el Consejo Nacional Checo, también en la Asamblea Federal. En ella permaneció solo hasta diciembre de 1969, cuando renunció; y el mes anterior había sido privado de su mandato en el Consejo por decisión del Frente Nacional. En la votación todos los diputados presentes se expresaron a favor de la expulsión de Hübl; nadie se opuso ni se abstuvo en la votación. El Comité Central del KSČ lo incluyó en la lista de «representantes y exponentes de la derecha».
A fines de los años 60 Hübl fue uno de los partidarios y defensores de Gustáv Husák, y en abril de 1969 incluso estuvo involucrado en su nombramiento como secretario general del KSČ, luego del endurecimiento de la política de personal con el inicio de la normalización. Con todo, Hübl sufrió la persecución profesional y política —sin ayuda ninguna de Husák— y en 1970 fue expulsado del Partido. Por consiguiente, durante la normalización estaría involucrado en diversas organizaciones de la oposición. A principios de la década de 1970 se creó a su alrededor el Movimiento Socialista de Ciudadanos Checoslovacos (SHČO), una plataforma formada principalmente por partidarios de las reformas de 1968.
Por ello Hübl estuvo preso entre 1972 y 1976. El primer ministro Lubomír Štrougal —quien además representaba al presidente Ludvík Svoboda, entonces enfermo— quiso indultarlo en 1974, pero el secretario general Husák se lo prohibió. Una vez asumió el cargo de presidente en 1975, Husák volvería a negarse pese a la recomendación de Štrougal.
Ya en libertad, en 1977 Hübl firmó la Carta 77. Participó en la publicación de materiales samizdat y entre 1987 y 1989 fue editor del Lidové noviny, diario histórico clausurado por el régimen en 1953 y que entonces retomaron con números mensuales. Durante la década de 1980 sería registrado por la Seguridad del Estado como colaborador (nombre en clave TOMÁŠ).